# Meshack Asare

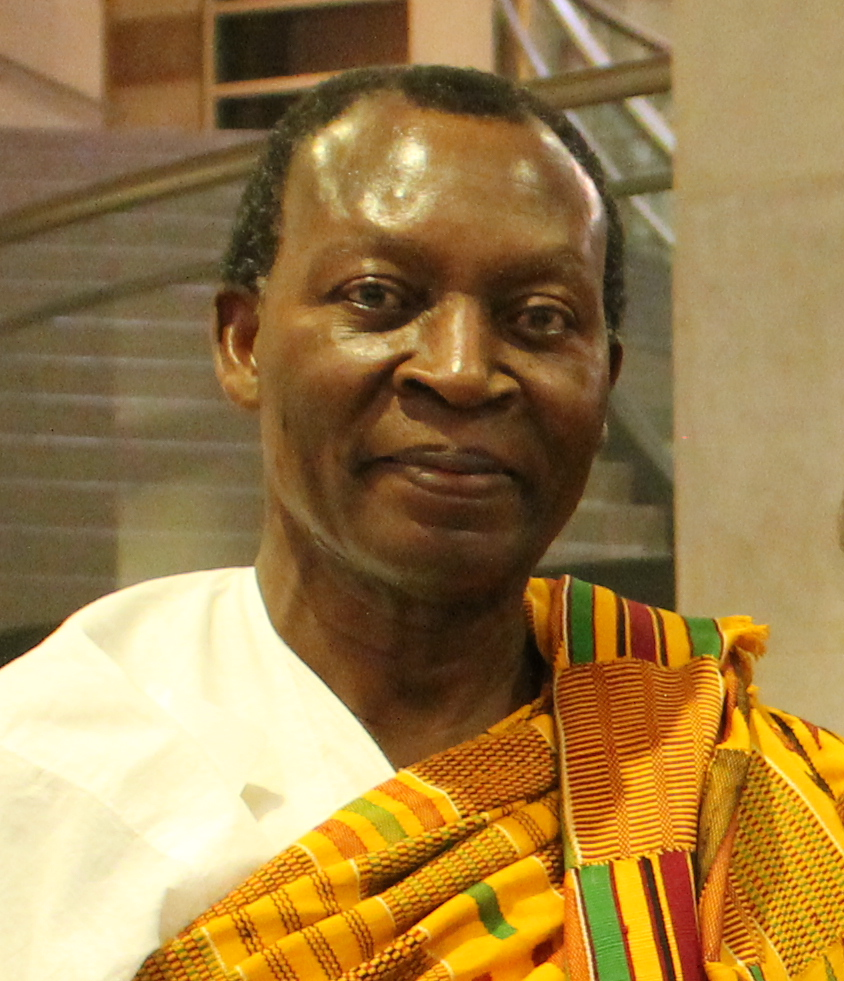
Meshack Asare (2015)

Meshack Asare (* 18. September 1945) ist ein Kinderbuchautor, geboren in Nyankumasi, Ghana. Er hat nunmehr seinen Lebensmittelpunkt in London.

## Leben
Meshack Asare studierte Kunst an der Kunsthochschule (College of Art) in Kumasi, der Hauptstadt der Ashanti Region. Nach seinem Abschluss entschied er sich, als Lehrer in Ghana tätig zu sein (1967–1979). Bereits während seiner Zeit als Lehrer begann er, Kinderbücher zu schreiben, und machte erste Erfahrungen mit der Illustration von Kinderbüchern. Zu seinen Werken aus dieser Zeit gehört auch das in viele Sprachen übersetzte und von der UNESCO mit dem Titel Bestes Bilderbuch aus Afrika ausgezeichnete Werk Tawai Goes to Sea.
Sein Buch Die Katze sucht sich einen Freund enthält verschiedene Geschichten, etwa die des Jungen Sosu, der aufgrund einer Lähmung nicht zur Schule gehen kann, aber, als eine Überschwemmung sein Dorf bedroht, als einziger dieses Dorf retten kann. Das Buch erschien mit den Sprechern der Hörspielreihe Die drei ??? später als Hörbuch.
Nach einer zehnjährigen Zeitspanne ohne Veröffentlichungen machte Asare erneut 1981 mit seinem Werk The Brassman’s Secret auf sich aufmerksam. Dieses Buch wurde ebenfalls in viele Sprachen übersetzt und gewann 1982 sogar den Noma-Preis für afrikanische Literatur.

## Werke
- I am Kofi (1968, Kinderbuch, Ghana Publishers)
- Mensa Helps at home (1969, Kinderbuch, Ghana Publishers)
- Tawia Goes to Sea (1970, Kinderbuch, Ghana Publishers) (dt.: Tawia will aufs Meer , 1982)
- The Brassman's secret (1981, Kinderbuch, Education Press) (dt.: Kwajo und das Geheimnis des Trommelmännchens, 1995).
- Chipo and the bird on the Hill (1984, Kinderbuch, Zimbabwe Publishing House) (dt.: Chipo und der Vogel auf dem Berg, 1998)
- Cat in search of a friend (1984, Kinderbuch, Jungbrunnen) (dt.: Die Katze sucht sich einen Freund, 1984)
- Bury my bones but keep my words (1991, Kurzgeschichten, Harper Collins)
- Halima (1992, Kinderbuch, Macmillan)
- The Magic Goat (1997, Kinderbuch, Sub Saharan Publishers)
- Sosu's Call (1997, Kinderbuch, Sub Saharan Publishers) (dt.: Als Sosu sein Dorf rettete, 2003)
- Nana's Son (2000, Kinderbuch, Sub Saharan Publishers)
- Meliga's Day (2000, Kinderbuch, Sub Saharan Publishers)
- Noma's Sand: A Tale from Lesotho (2002, Kinderbuch, Sub Saharan Publishers)

Kwajo und das Geheimnis des Trommelmänchens